# Ионийское восстание
Ионийское восстание (499—493 гг. до н. э.) — восстание греческих городов в Ионии (Малая Азия) против Персидской империи, ставшее началом греко-персидских войн. Восстание было вызвано недовольством жителей восточного побережья Эгейского моря и Кипра властью персов. Инициаторами восстания стали тираны Милета Гистией и Аристагор.
Вначале повстанцам сопутствовала удача. Им удалось захватить и сжечь один из важнейших городов империи Сарды, а также одержать ряд побед. Однако в конечном итоге персы полностью подавили восстание.

## Предыстория
На протяжении Тёмных веков большое количество людей из древнегреческих племён ионийцев, эолийцев и дорийцев переселились на побережье Малой Азии. Ионийцы поселились на побережье Карии и Лидии, а также островах Самос и Хиос, где основали 12 городов. Милет, Миунт, Приена, Эфес, Колофон, Лебед, Теос, Клазомены, Фокея, Эрифры, Самос и Хиос, осознавая свою этническую близость, воздвигли общее святилище Панионий. Таким образом, они основали культурный союз, постановив не допускать в него другие города, в том числе населённые ионянами. Как отмечает Геродот, союз был достаточно слаб, и никто, кроме Смирны, туда не стремился. Во время правления царя Крёза Иония была завоёвана и вошла в состав Лидии. Крёз предоставил грекам управление внутренними делами и требовал лишь признания своей верховной власти и умеренной дани. Ионийцы приобрели ряд выгод, в связи с чем легко смирились с утратой независимости.
Правление Крёза завершилось полным завоеванием его царства Киром II Великим, основателем империи Ахеменидов. Во время войны с Крёзом персы отправили ионийцам предложение отложиться от Лидии. Оно было отвергнуто всеми городами, за исключением Милета. После взятия главного города Сарды и пленения Крёза к Киру было отправлено посольство от эллинов, проживавших на побережье Малой Азии. Ионийцы соглашались подчиниться новому властителю на тех же условиях, что и предыдущему. Предложение было отвергнуто, и после непродолжительного сопротивления все города эллинов на западном побережье попали в полное подчинение к персам.
Персы управляли ионийскими городами при посредстве лояльных им тиранов, выходцев из местной аристократии. Тираны оказывались в двойственном положении. С одной стороны, они должны были полностью подчиняться царской власти империи Ахеменидов, а с другой — отстаивать интересы населения своего города.
Через 40 лет после подчинения персам в 513 г. до н. э. милетскому тирану Гистиею удалось оказать важную услугу Дарию во время его неудачного похода в Скифию. За это он получил во владение богатые земли во Фракии. Милетский тиран развернул масштабное строительство на подаренной ему земле, что обеспокоило персидского военачальника Мегабаза. Как только тот прибыл к Дарию, то согласно Геродоту сказал: «Царь! Что это ты сделал, разрешив этому дошлому и хитрому эллину построить город во Фракии? Там огромные корабельные леса и много [сосны] для вёсел, а также серебряные рудники. В окрестностях обитает много эллинов и варваров, которые, обретя в нём своего вождя, будут день и ночь выполнять его повеления. Не позволяй ему этого делать, иначе тебе грозит война в твоём собственном царстве».
Мегабазу удалось убедить Дария. После этого царь вызвал Гистиея к себе и запретил ему покидать своё окружение, наделив почётным титулом «царского сотрапезника и советника»:
Гистией! Послал я за тобою вот почему. Как только я возвратился из Скифии и ты пропал с глаз моих, я вскоре почувствовал, что больше всего жалею о твоём отсутствии и о том, что не могу беседовать с тобой. Я убеждён, что высшее благо на земле — это мудрый и верный друг. То и другое я обрёл в тебе, и моя судьба подтверждает это […] иди со мной в Сусы и там разделяй со мною как мой сотрапезник и советник, всё, что у меня есть.
Тираном Милета был назначен Аристагор — зять и двоюродный брат Гистиея.

## Осада Наксоса
Во время правления Аристагора на близлежащем греческом острове Наксос произошло восстание. Демос изгнал ряд богатых граждан, которые отправились в Милет с просьбой о помощи. Они пообещали взять на себя расходы на ведение войны. Аристагор преследовал личные цели и предполагал, что, вернув изгнанников на родину, он сможет стать владыкой богатого и выгодно расположенного острова. Хитрый грек отправился в Сарды к персидскому сатрапу и брату Дария Артаферну и убедил его предоставить войско. Персы снарядили 200 военных кораблей. Персидским военачальником был поставлен Мегабат. Подготовка к военной экспедиции на Наксос проводилась тайно. Официально было объявлено, что флот собирается плыть в противоположном Наксосу направлении к Геллеспонту. Однако между двумя военачальниками — Мегабатом и Аристагором — случилась ссора. Аристагор указал, что номинально он руководит походом, и персы должны ему беспрекословно подчиняться. Согласно Геродоту, взбешённый Мегабат отправил на Наксос гонца с предупреждением о грозящем острову нападении. Островитяне успели приготовиться к осаде. В результате, истратив большие средства, после 4-месячной осады персы были вынуждены бесславно возвратиться домой.

## Начало восстания

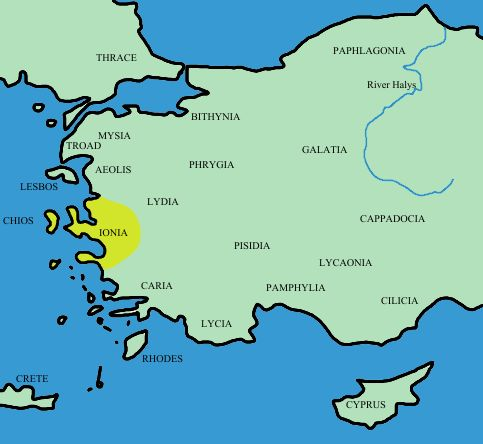
Карта античных областей Малой Азии. Иония выделена жёлтым

Аристагор оказался в затруднительном положении. Во-первых, он не выполнил обещания брату царя Артаферну, во-вторых, ему следовало выплатить большие суммы на содержание армии, а в-третьих, ссора с родственником царя Мегабатом могла стоить ему власти над Милетом и жизни. Все эти опасения внушали Аристагору мысль поднять восстание против персов. К открытым действиям его подтолкнуло письмо находившегося при дворе царя Гистиея. Бывший тиран Милета томился в своём почётном заточении. В случае восстания он надеялся, что его отпустят. Согласно Геродоту, он приказал обрить голову своему верному слуге, вытатуировал послание к Аристагору и после того, как татуировка стала незаметной, отослал к своему зятю. В послании содержались призывы к открытому неповиновению персам.
На военном совете приверженцев Аристагора было принято решение начать восстание. Единственным, кто выступил против, был Гекатей. В своей речи он указал на мощь империи Ахеменидов, её неисчерпаемые ресурсы, отсутствие у греков союзников. После того, как было принято решение о начале войны, Гекатей заявил о необходимости взять сокровища храма Аполлона Бранхидского. Но и это его предложение было отклонено.
События быстро следовали одно за другим. Во флот, который ещё не успел рассредоточиться после неудачной экспедиции на Наксос, был направлен Иартрагор. Доверенному лицу Аристагора удалось подбить матросов на мятеж и захватить тиранов других ионийских городов. Одновременно Аристагор отказался от звания тирана и установил в Милете демократию. Восстание быстро распространилось не только на города Ионии, но и на Эолию, Карию, Ликию и даже Кипр.
Хотя в античных источниках восстание представляется как афера Гистиея и Аристагора, оно было вызвано недовольством греков существовавшим положением. Будучи ставленниками персидского царя, тираны обладали абсолютной властью в городах и не нуждались в поддержке собственного народа. О недовольстве их правлением свидетельствует быстрое распространение восстания во всех прибрежных городах Малой Азии, населённых греками. Везде тирания была свергнута, и установлена демократическая форма правления.
Восстание началось осенью. В античности войны практически не велись зимой. Используя этот срок, Аристагор отправился в европейскую часть Эллады для привлечения союзников. Первым пунктом остановки посольства была Спарта, где Аристагор вёл переговоры с царём Клеоменом. В своей речи он указывал не столько на освобождение собратьев-эллинов от персидского владычества, сколько на лёгкость возможной победы над империей Ахеменидов и перспективу огромного обогащения в случае её завоевания. Его слова не произвели на спартанца впечатления, и он ответил отказом. Видя неуспех своей миссии, руководитель восстания отправился в дом царя и начал предлагать ему всё больше и больше денег, пока не пообещал 50 талантов. Находившаяся рядом малолетняя дочь Горго воскликнула: «Отец! Чужеземец подкупит тебя, если ты не уйдёшь!» Обрадованный советом, Клеомен удалился, а посольству ионийцев пришлось, ничего не добившись, покинуть Спарту.
Из Спарты Аристагор отправился в Афины. Здесь его миссия была более удачной. Афиняне были враждебно настроены к персам. Брат Дария и сатрап Лидии Артаферн приютил свергнутого афинского тирана Гиппия. Более того, он велел передать послам, которые просили его выдачи, требование принять Гиппия обратно. В результате афиняне выслушали лидера ионийского восстания и отправили на помощь повстанцам 20 кораблей. Геродот писал:
Аристагор явился в народное собрание и повторил то же самое, что он уже сказал в Спарте. Он говорил о богатствах Азии и о персидской военной тактике, о том, что в бою они не применяют ни щита, ни копья и поэтому из легко-де одолеть. [...] Аристагор давал всевозможные обещания и просил так настойчиво, пока не убедил афинян. Ведь многих людей, очевидно легче обмануть, чем одного: одного лакедемонянина Клеомена ему не удалось провести, а 30 000 афинян он обманул.
Также миссия Аристагора оказалась успешной в Эретрии. Торговля этого прибрежного города пострадала вследствие персидских завоеваний. Эретрийцев с Милетом связывали давние дружеские отношения. В частности, милетяне помогли им во время Лелантской войны. Жители города снарядили 5 кораблей для помощи повстанцам.

## Восстание

Карта греко-персидских войн

### Успехи повстанцев
Весной 498 г. до н. э. афиняне и эретрейцы прибыли к повстанцам и соединились с их основными силами возле города Эфеса. Аристагор отказался от командования войсками, передав управление своему брату Харопину и некоему Гермофанту. В это время персидские войска шли к Милету, чтобы уничтожить сам очаг восстания. Инсургенты вместо того, чтобы идти на помощь к Милету, направились к столице сатрапии Лидии и одному из важнейших городов империи Сардам. Наместник и брат царя Артаферн был ошеломлён, оказавшись в незащищённом городе. Персидский гарнизон отступил в укрепление. Кто-то из греческих воинов поджёг один из домов. Вскоре огонь охватил весь город. Вместе с жилыми постройками сгорел и храм местной богини Кибелы. Местным жителям не понравился такой ход развития событий, и они взялись за оружие. Греки были вынуждены отступить к побережью.
Узнав о произошедшем, персидские сатрапы из близлежащих территорий направили свои войска в Сарды. В полуразрушенном городе повстанцев уже не было. Следуя за ними, армия царя настигла отступавших около Эфеса. В последующей битве греки потерпели поражение и были вынуждены отступить. Афиняне, несмотря на увещевания Аристагора, отправились домой.
Взятие и сожжение Сард имели серьёзные последствия. Прослышав о блестящем с виду успехе восстания, многие города в Малой Азии и на Кипре примкнули к нему. Лидийцы восприняли сожжение храма Кибелы как поругание святыни. В столице империи Сузах разорение Сард произвело сильное впечатление. Персы стали действовать быстрее и энергичнее, между тем как без этого события сочли бы восстание более ничтожным. Узнав о произошедшем, Дарий, согласно Геродоту, проникся целью отомстить афинянам.

### Контрнаступление персов (497—495 гг. до н. э.)

#### Кипр

Карта античного Кипра

На Кипре восстали все города, кроме Амафунта. Лидером киприотов стал брат царя Саламина-на-Кипре Горга Онесил. Он свергнул своего брата, который предпочитал оставаться под владычеством персов. После этого он во главе войска осадил лояльный Дарию Амафунт. На Кипр была послана армия во главе с Артибием. Узнав о приближении неприятельского флота, Онесил послал в Ионию послов с просьбой о помощи.
Ионяне не отказали и отправили на помощь киприотам свой флот. Между сухопутными войсками и морскими флотами состоялось сражение. На море победили греки, в то время как на суше — персы. После гибели Онесила на поле боя все города на Кипре вновь оказались под властью персов. Дольше всех сопротивлялись Солы.

#### Геллеспонт и Пропонтида
Под энергичным руководством Артаферна Сарды стали центром военных приготовлений. Так как существовала опасность соединения скифов с восставшими ионийцами, на северо-запад Малой Азии в район Пропонтиды (Мраморного моря) была направлена армия во главе с зятем Дария Даврисом. Действия Давриса были успешными. Ему весьма быстро (согласно Геродоту, на завоевание каждого из городов он тратил один день) удалось захватить Дарданию, Абидос, Перкоту, Лампсак и Пес. Завоевав область Геллеспонта, Даврис отправился покорять восставшую Карию.

#### Кария
В Карии персам удалось одержать две победы — вблизи от места, где река Марсий вливается в Меандр, и около святилища Лабранда. Однако персы не смогли воспользоваться своими успехами. Узнав об их передвижении, карийцы под командованием Гераклида Миласского сумели устроить ловушку по пути к городу Педасу, в которой было уничтожено всё войско неприятеля, включая главнокомандующих Давриса и Аморга. Гибель целой армии заставила персов остановить наступление. Следующие два года (496 и 495 гг. до н. э.) прошли относительно мирно — ни одна из сторон не проводила активных наступательных действий.

#### Иония
Во время наступления Давриса в области Геллеспонта и Карии в 497 г. до н. э. армия Артаферна и Отана атаковала Ионию и соседнюю с ней Эолиду. Персам удалось захватить два города — Клазомены и Киму. Однако после поражения Давриса наступательные операции прекратились. Во время наступления персов Аристагор бежал из Милета в колонию своего тестя Гистиея, которую тому подарил Дарий. Вскоре он погиб при осаде некоего фракийского города.

### Подавление восстания (494—493 гг. до н. э.)

#### Битва при Ладе и падение Милета

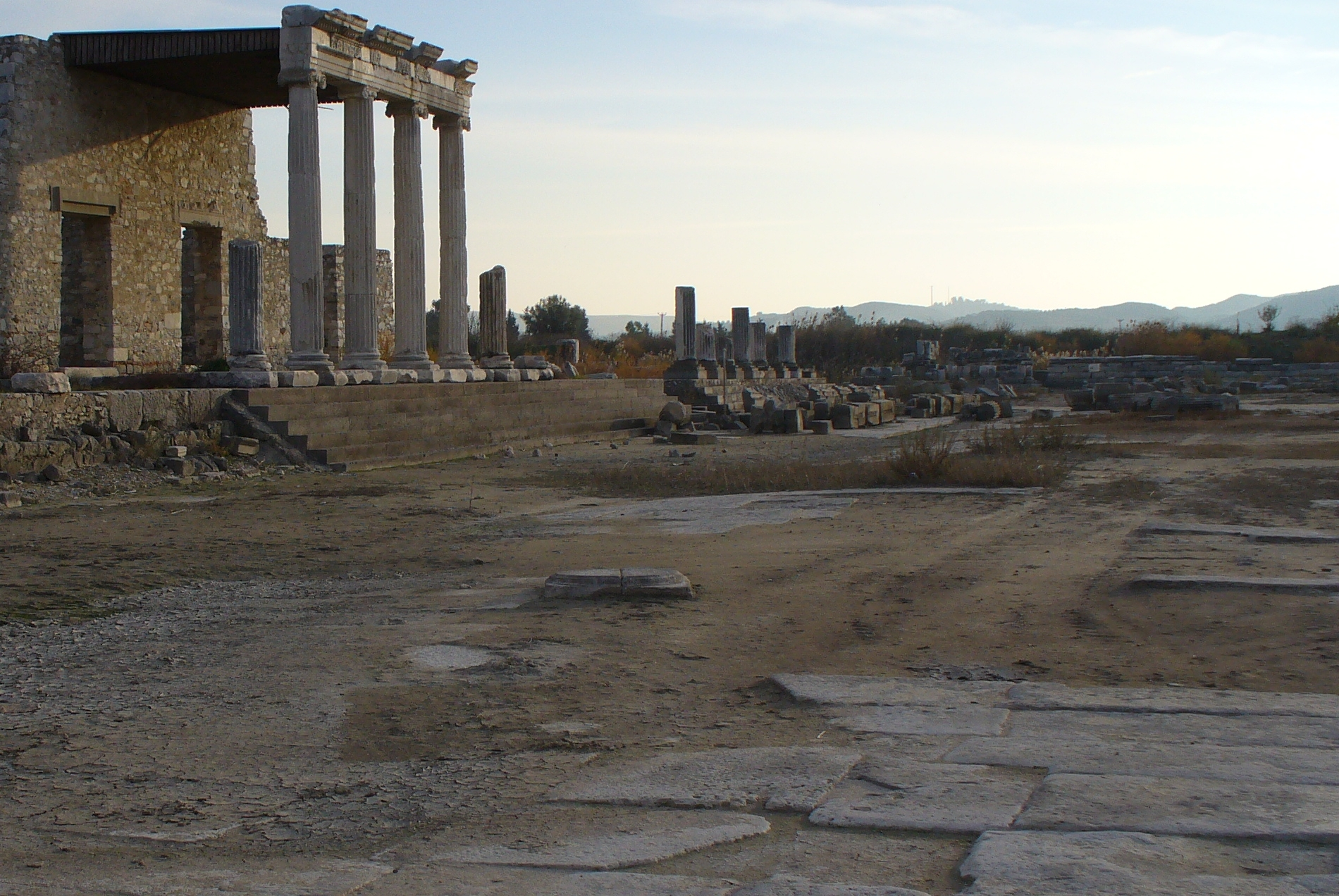
Руины Милета

К 494 г. до н. э. персы приготовились к широкомасштабному наступлению. Их целью стало покорение центра восстания Милета. Они собрали большую по античным меркам армию и флот. В их войска вошли жители ряда покорённых народов, в частности, финикийцы, киприоты, киликийцы и египтяне. Общее командование было возложено на Датиса.
Повстанцы, видя подготовку персов, собрались на совет в Панионии. Было решено не выставлять общего сухопутного войска против персов, возложив защиту Милета на самих милетян. В то же время греческие города согласились снарядить союзный флот для защиты города с моря. По прибытии к Милету персидские военачальники решили, что в первую очередь им необходимо разбить флот восставших, так как в противном случае осада города будет неэффективной. Им удалось внести раздор между греками. В морской битве при Ладе вследствие измены эллины были разбиты. Это поражение предопределило дальнейшую судьбу Милета.
После осады город был взят штурмом, персы перебили мужчин, а женщин и детей обратили в рабство. Современные археологические раскопки подтверждают сведения Геродота. После разрушения город уже не смог вернуть своего былого величия.

#### Военная кампания Гистиея
Когда в Ионии началось восстание, Гистией сумел убедить Дария отпустить его к повстанцам, чтобы восстановить власть персов. Когда он прибыл в Сарды, наместник царя Артаферн разгадал его планы и обвинил в измене. Гистией сумел бежать из столицы сатрапии на прибрежный остров Хиос. Там его сначала арестовали, но потом отпустили. Используя свои связи, он пытался поднять восстание персидской знати против Артаферна. Однако его попытка окончилась безуспешно. Из Хиоса он отправился в Милет. Жители города не желали возвращения бывшего тирана и закрыли перед ним ворота. После этого он сумел набрать себе военный отряд из жителей Лесбоса и захватить стратегически важный Византий.
После взятия Милета, когда поражение восстания стало очевидным, Гистией стал заниматься морским разбоем, захватив Хиос и осадив Фасос. Во время одного из разбойничьих набегов в 493 г. до н. э. был схвачен персами. По приказу Артаферна бывшего советника и сотрапезника царя распяли, а голову отправили Дарию.

#### Окончательное подавление восстания (493 г. до н. э.)
После падения Милета восстание было проиграно. После зимовки персы последовательно захватили все города, вышедшие из-под их контроля. Согласно Геродоту, с повстанцами они обращались крайне жестоко, устраивая облавы на людей, превращая мальчиков в евнухов для гаремов, а миловидных девушек отправляли в рабство. Жители некоторых городов покинули свои дома. Среди бежавших от гнева персов был и Мильтиад, сумевший через несколько лет одержать блестящую победу при Марафоне.
Современные историки признают возможность столь жестокого обращения персов с покорёнными повстанцами, однако отмечают, что данные Геродота могут быть преувеличены. Следует также учитывать, что во время похода Ксеркса жители этих городов смогли выставить достаточно большую армию.

## Последствия
Хоть ионийское восстание и было полностью подавлено, оно считается началом греко-персидских войн, которые завершились через 50 лет подписанием Каллиева мира в 449 г. до н. э. Дарий желал отомстить участвовавшим в восстании и неподвластным его власти грекам. Также Дарий видел возможность покорить разрозненные древнегреческие города. В 492 г. до н. э. во время военной экспедиции персидского военачальника Мардония была завоёвана Фракия, а Македония признала верховную власть персидского царя. Таким образом персы обеспечили своему сухопутному войску проход к территории материковой Греции. В 491 году до н. э. Дарий отправил послов во все независимые греческие города с требованием «земли и воды», т. е. покорности и признанию власти персов. Осознавая силу и военную мощь государства Ахеменидов, все города Греции, кроме Спарты и Афин, приняли унизительные требования. В Афинах послы были преданы суду и казнены. В Спарте послов сбросили в колодец, предложив взять оттуда земли и воды.
В 490 году до н. э. был направлен персидский флот под командованием Датиса и Артаферна для покорения Афин. По пути к Афинам была покорена и разрушена Эретрия. Войско высадилось на территории Аттики, но было разбито афинянами и платейцами в битве при Марафоне.
После этой неудачной экспедиции Дарий стал собирать огромное войско для покорения всей Греции. Его планам помешало восстание в Египте в 486 году до н. э., а вскоре Дарий умер. Трон занял его сын Ксеркс. Подавив египетское восстание, Ксеркс продолжил подготовку к походу на Грецию, который в конечном итоге завершился сокрушительным поражением персов.
Ионийские города избавились от персидского владычества после битвы при Микале в 479 г. до н. э.